# سيرغي كاركايف
سيرغي كاراكايف (بالروسية: Сергей Каракаев) هو قائد قوات الصواريخ الاستراتيجية في القوات المسلحة للاتحاد الروسي منذ 22 يونيو 2010

## الولادة
ولد سيرغي كاراكايف في الرابع من يونيو عام 1961 في قرية ايفانو-سلوساريفكا  في منطقة كراسنودار.

## الدراسة
تخرج سيرغي كاراكايف من الكلية العليا للهندسة العسكرية في مدينة روستوف عام 1983، ومن اكاديمية قوات الصواريخ الاستراتيجية التي تحمل اسم دزيرجينسكي عام 1994.
وفي عام 2004 تخرج من  أكاديمية  الخدمة الحكومية فرع المنطقة  الشمالية الغربية  اما في عام 2009 فتخرج من الأكاديمية العسكرية لهيئة الأركان العامة لقوات روسيا الاتحادية المسلحة

## المنصب
تدرج بشكل مستمر مرورا بكافة مناصب القيادة والاركان من مهندس مجموع حتى قائد تشكيل قوات الصواريخ الاستراتيجية، كما
كان رئيسا لاحد فروع إدارة الكوادر العامة في وزارة الدفاع الروسية.
منذ أكتوبر عام 2009 تم تعيينه رئيسا للاركان – نائبا أولا لقائد قوات الصواريخ الاستراتيجية.
منذ 22 يونيو 2010 تم تعيينه  قائدا لقوات الصواريخ الاستراتيجية بمرسوم رئاسي وقعه الرئيس الروسي فلاديمير بوتين.